# 安里アサト
安里 アサト（あさと あさと、1985年〈昭和60年〉 - ）は、日本のライトノベル作家。女性。

## 来歴
中学校に入る直前の頃から小説を書き始める。当初は角川ビーンズ文庫の新人賞に応募していたが、2014年の第21回電撃小説大賞で3次選考まで残った。その際に「電撃文庫らしい作品を」との選評を受け、自分なりに電撃文庫らしさを考えて執筆した作品が『86-エイティシックス-』であるという。
2016年、『86-エイティシックス-』で第23回電撃小説大賞を受賞。

## 人物・作風
元々小説を書き始めたときから「人間と、人間でありながら人として扱われないものの境界線」の話を繰り返し執筆している。その背景として、自身は『ファイナルファンタジータクティクス』と『BLACK/MATRIX+』の2つのゲームの影響が大きいと分析している。この他『シドニアの騎士』といった作品の影響も受けているという。
好きな作品として、映画『ブラックホーク・ダウン』の名前を挙げている。『86』の執筆中にはBGMとして同作品を流すことが多い。
大のガーターベルト好き。理由は「エロ可愛いところがいい」。一方で男子のパイロットスーツには否定的で「宇宙や航空機ならともかく、陸戦にパイスーはいらない」という持論を持つ。ただし「女子のパイスーは正義」らしい。

## 作品
- 86-エイティシックス- (イラスト: しらび、メカニックデザイン: I-IV、『電撃文庫』〈KADOKAWA〉、既刊14巻)